# 병자일본일기
병자일본일기(丙子日本日記)는 1636년 통신사의 정사였던 임광(任)이 일본을 다녀오면서 쓴 조선의 사행일기이다. 1636년 10월부터 1637년 2월까지의 기록이 담겨있다.